# Дизельні підводні човни (за типами і країнами)

## Підводні човни побудовані до 1906

### Велика Британія
| Підводні човни побудовані до 1906 р. | Підводні човни побудовані до 1906 р. | Підводні човни побудовані до 1906 р. | Підводні човни побудовані до 1906 р. | Підводні човни побудовані до 1906 р. | Підводні човни побудовані до 1906 р. |
| Країна                               | Побудовано ПЧ                        | Кількість ТА (торпед)                | Гармати                              | Загальний тоннаж                     |                                      |
| ------------------------------------ | ------------------------------------ | ------------------------------------ | ------------------------------------ | ------------------------------------ | ------------------------------------ |
| Велика Британія                      | 29                                   | ()                                   |                                      |                                      |                                      |

| Тип       | Побудовано ПЧ | ТА (торпед) | Гармати | Тоннаж (довжина, ширина, осадка) | Роки експлуатації |
| --------- | ------------- | ----------- | ------- | -------------------------------- | ----------------- |
| «Голланд» | 5             | ()          |         |                                  | 1901-             |
| «A»       | 13            | ()          |         |                                  | 1904-             |
| «B»       | 11            | ()          |         |                                  | 1904-             |

### Італія
| Підводні човни побудовані до 1906 р. | Підводні човни побудовані до 1906 р. | Підводні човни побудовані до 1906 р. | Підводні човни побудовані до 1906 р. | Підводні човни побудовані до 1906 р. | Підводні човни побудовані до 1906 р. |
| Країна                               | Побудовано ПЧ                        | Кількість ТА (торпед)                | Гармати                              | Загальний тоннаж                     |                                      |
| ------------------------------------ | ------------------------------------ | ------------------------------------ | ------------------------------------ | ------------------------------------ | ------------------------------------ |
| Королівство Італія                   | 1                                    | ()                                   |                                      |                                      |                                      |

| Тип              | Побудовано ПЧ  | ТА (торпед) | Гармати | Тоннаж (довжина, ширина, осадка) | Роки експлуатації |
| ---------------- | -------------- | ----------- | ------- | -------------------------------- | ----------------- |
| Дельфін(Delfino) | 1 (бензин-ел.) | ()          |         |                                  | 1896-1919         |

### Російська імперія
| Підводні човни побудовані до 1906 р. | Підводні човни побудовані до 1906 р. | Підводні човни побудовані до 1906 р. | Підводні човни побудовані до 1906 р. | Підводні човни побудовані до 1906 р. | Підводні човни побудовані до 1906 р. |
| Країна                               | Побудовано ПЧ                        | Кількість ТА (торпед)                | Гармати                              | Загальний тоннаж                     |                                      |
| ------------------------------------ | ------------------------------------ | ------------------------------------ | ------------------------------------ | ------------------------------------ | ------------------------------------ |
| Російська імперія                    | 12                                   | 43 (49)                              | 10 (6-47-мм, 4-37-мм)                | 1593                                 |                                      |

| Тип     | Побудовано ПЧ                            | ТА (торпед) | Гармати | Тоннаж (довжина, ширина, осадка)     | Роки експлуатації |
| ------- | ---------------------------------------- | ----------- | ------- | ------------------------------------ | ----------------- |
| Дельфін | 1 (бензин-ел.)                           | 2 (2)       |         | 113/124-135,5 (19,6-20 — 3,66 — 2,9) | 1903-1917         |
| Косатка | 6 (бензин-ел.)                           | 4 (4)       | 47-мм   | 140/175 (33,5 — 3,4 — 2,8)           | 1904-1925         |
| Форель  | 1 (ел, подарунок Німеччини)              | 2 (2)       |         | 17/18 (12,5 — 1,65 - 1,1)            | 1904-1910         |
| Карп    | 3 (керосин-ел, німецький тип «E») Карась | 1 (3)       | 37-мм   | 205/236 (39,9 — 3,14 — 2,61)         | 1904-1918         |
| Кета    | 1 (бензин)                               | 2 (2)       | 37-мм   | 8 (7 — 1,2 - ?)                      | 1904-1908         |

### США
| Підводні човни побудовані до 1906 р. | Підводні човни побудовані до 1906 р. | Підводні човни побудовані до 1906 р. | Підводні човни побудовані до 1906 р. | Підводні човни побудовані до 1906 р. | Підводні човни побудовані до 1906 р. |
| Країна                               | Побудовано ПЧ                        | Кількість ТА (торпед)                | Гармати                              | Загальний тоннаж                     |                                      |
| ------------------------------------ | ------------------------------------ | ------------------------------------ | ------------------------------------ | ------------------------------------ | ------------------------------------ |
| США                                  | 16                                   | ()                                   |                                      |                                      |                                      |

| Тип                    | Побудовано ПЧ | ТА (торпед) | Гармати | Тоннаж (довжина - ширина - осадка) | Роки експлуатації |
| ---------------------- | ------------- | ----------- | ------- | ---------------------------------- | ----------------- |
| Алігатор (Alligator)   | 1             | міна        |         | 27/35 (14 – 1,4 – 1,8)             | 1862-1863         |
| Ханлі ( H. L. Hunley)  | 1             | міна        |         | ?/6,8 (12 – 1,2 - ?)               | 1863-1864         |
| Голанд (Holland)       | 1             | 1 (3)       | 1       | 64 (10 – 3 -?)                     | 1900-1910         |
| Плунжер (Plunger), (A) | 7             | 1 (5)       |         | 107/123 (19,5 – 3,6 – 3,2)         | 1903-1922         |

### Швеція
| Підводні човни побудовані до 1906 р. | Підводні човни побудовані до 1906 р. | Підводні човни побудовані до 1906 р. | Підводні човни побудовані до 1906 р. | Підводні човни побудовані до 1906 р. | Підводні човни побудовані до 1906 р. |
| Країна                               | Побудовано ПЧ                        | Кількість ТА (торпед)                | Гармати                              | Загальний тоннаж                     |                                      |
| ------------------------------------ | ------------------------------------ | ------------------------------------ | ------------------------------------ | ------------------------------------ | ------------------------------------ |
| Швеція                               | 1                                    | 1 (2)                                | 0                                    | 107                                  |                                      |

| Тип          | Побудовано ПЧ   | ТА (торпед) | Гармати | Тоннаж (довжина, ширина, осадка) | Роки експлуатації |
| ------------ | --------------- | ----------- | ------- | -------------------------------- | ----------------- |
| Хайєн(Hajen) | 1 (керосин-ел.) | 1 (2)       |         | 107/127 (21,6 — 3,64 - 3)        | 1904-1922         |

### Франція
| Підводні човни побудовані до 1906 р. | Підводні човни побудовані до 1906 р. | Підводні човни побудовані до 1906 р. | Підводні човни побудовані до 1906 р. | Підводні човни побудовані до 1906 р. | Підводні човни побудовані до 1906 р. |
| Країна                               | Побудовано ПЧ                        | Кількість ТА (торпед)                | Гармати                              | Загальний тоннаж                     |                                      |
| ------------------------------------ | ------------------------------------ | ------------------------------------ | ------------------------------------ | ------------------------------------ | ------------------------------------ |
| Франція                              | 16                                   | ()                                   |                                      |                                      |                                      |

| Тип                        | Побудовано ПЧ | ТА (торпед)              | Гармати | Тоннаж (довжина, ширина, осадка) | Роки експлуатації |
| -------------------------- | ------------- | ------------------------ | ------- | -------------------------------- | ----------------- |
| Плонжер (Plongeur)         | 1             | 1 (пізніше встановлений) | міна    | 426 (43 - ? - ?)                 | 1867-1935         |
| Жімнот (Gymnote)           | 1             | ()                       |         |                                  | 1900-             |
| Гюстав Зеде (Gustave Zédé) | 1             | ()                       |         |                                  | 1900-             |
| Морзе (Morse)              | 3             | ()                       |         |                                  | 1900-             |
| Нарвал (Narval)            | 1             | ()                       |         |                                  | 1900-             |
| Сірен ()                   | 4             | ()                       |         |                                  | 1901-             |
| Фарфадє (Farfadet)         | 4             | ()                       |         |                                  | 1901-             |

## ДПЧ побудовані у 1905—1918рр

### Велика Британія
| Підводні човни 1905-1918 рр. | Підводні човни 1905-1918 рр. | Підводні човни 1905-1918 рр. | Підводні човни 1905-1918 рр. | Підводні човни 1905-1918 рр. | Підводні човни 1905-1918 рр. |
| Країна                       | Побудовано ПЧ                | Кількість ТА (торпед)        | Гармати                      | Загальний тоннаж             |                              |
| ---------------------------- | ---------------------------- | ---------------------------- | ---------------------------- | ---------------------------- | ---------------------------- |
| Велика Британія              | 191                          | 0                            | 0                            | ()                           |                              |

| Тип | Побудовано ПЧ | ТА (торпед) | Гармати | Тоннаж (довжина, ширина, осадка) | Роки експлуатації |
| --- | ------------- | ----------- | ------- | -------------------------------- | ----------------- |
| D   | 8             | ()          |         |                                  | 1909-             |
| E   | 57            | ()          |         |                                  | 1913-             |
| F   | 3             | ()          |         |                                  | 1915-             |
| G   | 14            | ()          |         |                                  | 1915-             |
| H   | 43            | ()          |         |                                  | 1915              |
| J   | 7             | ()          |         |                                  | 1916-             |
| L   | 34            | ()          |         |                                  | 1917-             |
| R   | 10            | ()          |         |                                  | 1918-             |

### Італія
| Підводні човни 1905-1918 рр. | Підводні човни 1905-1918 рр. | Підводні човни 1905-1918 рр. | Підводні човни 1905-1918 рр. | Підводні човни 1905-1918 рр. | Підводні човни 1905-1918 рр. |
| Країна                       | Побудовано ПЧ                | Кількість ТА (торпед)        | Гармати                      | Загальний тоннаж             |                              |
| ---------------------------- | ---------------------------- | ---------------------------- | ---------------------------- | ---------------------------- | ---------------------------- |
| Королівство Італія           | 79                           | 0                            | 0                            | ()                           |                              |

| Тип             | Побудовано ПЧ   | ТА (торпед) | Гармати | Тоннаж (довжина, ширина, осадка) | Роки експлуатації |
| --------------- | --------------- | ----------- | ------- | -------------------------------- | ----------------- |
| Глауко          | 5 (бензин-ел.)  | ()          |         |                                  | 1905-1918         |
| Фока (Foca)     | 1 (бензин-ел.)  | ()          |         |                                  | 1907-1918         |
| Медуза          | 16              | ()          |         |                                  | 1912-1928         |
| Атропо (Atropo) | 1 (нім. проект) | ()          |         |                                  | 1913-1919         |
| Наутілус        | 2               | ()          |         |                                  | 1916-1919         |
| Пулліно         | 2               | ()          |         |                                  | 1913-1919         |
| H               | 8 (Канада)      | ()          |         |                                  | 1916-1948         |
| F               | 24              | ()          |         |                                  | 1916-1935         |
| N               | 6               | ()          |         |                                  | 1916-1935         |
| Пачінотті       | 2               | ()          |         |                                  | 1916-1921         |
| Барбаріго       | 4               | ()          |         |                                  | 1918-1935         |
| Мікка           | 6               | ()          |         |                                  | 1918-1930         |
| X-2             | 2               | ()          |         |                                  | 1918-1940         |

### Російська імперія
| Підводні човни 1905-1918 рр. | Підводні човни 1905-1918 рр. | Підводні човни 1905-1918 рр. | Підводні човни 1905-1918 рр. | Підводні човни 1905-1918 рр. | Підводні човни 1905-1918 рр. |
| Країна                       | Побудовано ПЧ                | Кількість ТА (торпед)        | Гармати                      | Загальний тоннаж             |                              |
| ---------------------------- | ---------------------------- | ---------------------------- | ---------------------------- | ---------------------------- | ---------------------------- |
| Російська імперія            | 57                           | 0                            | 0                            | ()                           |                              |

| Тип            | Побудовано ПЧ          | ТА (торпед) | Гармати | Тоннаж (довжина, ширина, осадка) | Роки експлуатації |
| -------------- | ---------------------- | ----------- | ------- | -------------------------------- | ----------------- |
| Сом            | 7(бензино-ел.)         | ()          |         |                                  | 1905-             |
| Осетр          | 6                      | ()          |         |                                  | 1906-             |
| Поштовий       | 1                      | ()          |         |                                  | 1907-             |
| Кайман         | 4 (бензино-ел.))       | ()          |         |                                  | 1912-             |
| Акула          | 1                      | ()          |         |                                  | 1912-             |
| Мінога         | 1                      | ()          |         |                                  | 1916-             |
| Краб           | 1 (керосин-ел.)        | ()          |         |                                  | 1916-             |
| Морж, Нерпа    | 3                      | ()          |         |                                  | 1916-             |
| «Нарвал»       | 3                      | ()          |         |                                  | 1916-             |
| Барс           | 24                     | ()          |         |                                  | 1916-             |
| Святий Георгій | 1 (італійський проект) | ()          |         |                                  | 1916-             |
| Йорш           | 2                      | ()          |         |                                  | 1917-             |
| 27-В           | 3                      | ()          |         |                                  | 1917-             |

### США
| Підводні човни 1905-1918 рр. | Підводні човни 1905-1918 рр. | Підводні човни 1905-1918 рр. | Підводні човни 1905-1918 рр. | Підводні човни 1905-1918 рр. | Підводні човни 1905-1918 рр. |
| Країна                       | Побудовано ПЧ                | Кількість ТА (торпед)        | Гармати                      | Загальний тоннаж             |                              |
| ---------------------------- | ---------------------------- | ---------------------------- | ---------------------------- | ---------------------------- | ---------------------------- |
| США                          | 113                          | 0                            | 0                            | ()                           |                              |

| Тип | Побудовано ПЧ                           | ТА (торпед) | Гармати           | Тоннаж (довжина - ширина - осадка)               | Роки експлуатації                  |
| --- | --------------------------------------- | ----------- | ----------------- | ------------------------------------------------ | ---------------------------------- |
| Б   | 3                                       | 2 (4)       | -                 | 145/173 (25,2-3,8-3,2)                           | 1907-1921                          |
| C   | 5                                       | 2 (4)       | -                 | 242/279 (32-4,2-3)                               | 1908-1919                          |
| D   | 3                                       | 4 (4)       | -                 | 293/342 (41-4,2-36)                              | 1909-1922                          |
| E   | 2                                       | 4 (4)       | -                 | 292/347 (41,2-4,4-3,6)                           | 1912-1921                          |
| F   | 4                                       | 4 (4)       | -                 | 335/406 (43,5-4,7-3,7)                           | 1912-1922                          |
| G   | 4                                       | 4-6 (8-10)  | -                 | 366-406/464-524 (48,5 — 4-5,2 — 3,4-3,7)         | 1912-1921                          |
| H   | 9+11 Голланд 602 для Російської імперії | 4 (8)       | 45-мм             | 364/474 (45,8 — 4,8 — 3,8)                       | 1913-1922(до 1930 на консервації)  |
| K   | 8                                       | 4(8)        | -                 | 398/529 (46,81 - 5,08 - 3,99)                    | 1914-1923 (до 1931 на консервації) |
| L   | 11                                      | 4 (8)       | 76-мм, 23 калібри | 457/557 (50-4,5-4,04 і 51,03-5,31-4,14)          | 1916-1925 (до 1933 на консервації) |
| M-1 | 1                                       | 4 (8)       | 76-мм, 23 калібри | 496/687 (59,82-5,8-3,4)                          | 1918-1922                          |
| N   | 7                                       | 4(8)        | -                 | 496/687 (47 - 4,8 - 3,81)                        | 1917-1926 (до 1931 на консервації) |
| O   | 16                                      | 4(8)        | (3”) 76-мм / 23   | 499-520/574-635 (52,8/53 -5/5,5-?)               | 1918-1931/1946                     |
| R   | 27                                      | 4(8)        | (3”) 76-мм/50     | 578/691(56,74-5,51-4,39), 518/592 (53-5,05-4,24) | 1918-1931, 1941-1945               |

### Німецька імперія
| Підводні човни 1905-1918 рр. | Підводні човни 1905-1918 рр. | Підводні човни 1905-1918 рр. | Підводні човни 1905-1918 рр. | Підводні човни 1905-1918 рр. | Підводні човни 1905-1918 рр. |
| Країна                       | Побудовано ПЧ                | Кількість ТА (торпед)        | Гармати                      | Загальний тоннаж             |                              |
| ---------------------------- | ---------------------------- | ---------------------------- | ---------------------------- | ---------------------------- | ---------------------------- |
| Німецька імперія             | 341-374                      | 0                            | 0                            | ()                           |                              |

| Тип    | Побудовано ПЧ | ТА (торпед) | Гармати                    | Тоннаж (довжина, ширина, осадка) | Роки експлуатації |
| ------ | ------------- | ----------- | -------------------------- | -------------------------------- | ----------------- |
| U 1    | 1             | 1 (3)       |                            | 234/283 (42,9 — 3,75 — 3,17)     | 1906-1919         |
| U 2    | 1             | 4 (6)       |                            | 336/430 (45,42 — 5,5 — 3)        | 1908-1919         |
| U 3    | 2             | 4 (6)       | 1х45-мм                    | 414/510 (51,28-5,6-3,5)          | 1909-1919         |
| U 5    | 4             | 4 (6)       | 1х37-мм і 1х50-мм          | 497/505 (57,3 - 5,6 - 3,75)      | 1910-1919         |
| U 9    | 4             | 4 (6)       | <center1х37-мм і 1х50-мм   | 485/611 (57,38 - 6 - 3,3)        | 1910-1918         |
| U 13   | 3             | 4 (6)       | 1х105-мм                   | 516/710 (57,88 - 6 - 3,44)       | 1912-1915         |
| U 16   | 1             | 4 (6)       | 1х50-мм                    | 489/691 (57,8 - 6 - 3,36)        | 1911-1919         |
| U 17   | 2             | 4 (6)       | 1х105-мм                   | 564/691 (62,3 - 6 - 3,4)         | 1912-1919         |
| U 19   | 4             | 4 (9)       | 1х37-мм, 1х88-мм, 1х105-мм | 650/ 923(64,15 - 6,1 - 3,58)     | 1913-1919         |
| U 23   | 4             | 4 (6)       | 1х37-мм, 1х88-мм, 1х105-мм | 685/892 (64,7 - 6,32 - 3,56)     | 1914-1919         |
| U 27   | 15            | 1 (3)       |                            | / ( - - )                        | 191-191           |
| U 33   | 7             | 1 (3)       |                            | / ( - - )                        | 19-19             |
| U 51   | 6             | 1 (3)       |                            | / ( - - )                        | 19-19             |
| U 57   | 5             | 1 (3)       |                            | / ( - - )                        | 19-19             |
| U 63   | 3             | 1 (3)       |                            | / ( - - )                        | 19-19             |
| U 66   | 15            | 1 (3)       |                            | / ( - - )                        | 19-19             |
| U 81   | 6             | 1 (3)       |                            | / ( - - )                        | 19-19             |
| U 87   | 6             | 1 (3)       |                            | / ( - - )                        | 19-19             |
| U 93   | 21            | 1 (3)       |                            | / ( - - )                        | 19-19             |
| U 115  | 21            | 1 (3)       |                            | / ( - - )                        | 19-19             |
| U 127  | 21            | 1 (3)       |                            | / ( - - )                        | 19-19             |
| U 139  | 3             | 1 (3)       |                            | / ( - - )                        | 19-19             |
| U 142  | 9             | 1 (3)       |                            | / ( - - )                        | 19-19             |
| U 151  |               | 1 (3)       |                            | / ( - - )                        | 19-19             |
| UA     | 108 - U-3     | 4 ()        | 88-мм                      | 650/834 (64,2 — 6,1 — 3,6)       | 1905-1918         |
| UB-I   | 17- U-10      | ()          |                            |                                  | 1914-1918         |
| UB-II  | 30            | ()          |                            |                                  | 1914-1918         |
| UB-III | 89 - U-50     | ()          |                            |                                  | 1914-1918         |
| UC-I   | 15            | ()          |                            |                                  | 1914-1918         |
| UC-II  | 64            | ()          |                            |                                  | 1914-1918         |
| UC-III | 16            | ()          |                            |                                  | 1914-1918         |
| UD     | 5             | ()          |                            |                                  | 1913-1915         |
| UE-I   | 10            | ()          |                            |                                  | 1914-1918         |
| UE-II  | 9             | ()          |                            |                                  | 1914-1918         |
| U139   | 3             | ()          |                            |                                  | 1916-1818         |
| U142   | 1             | ()          |                            |                                  | 1916-1918         |
| U151   | 7             | ()          |                            |                                  | 1916-1918         |

### Швеція
| Підводні човни 1905-1918 рр. | Підводні човни 1905-1918 рр. | Підводні човни 1905-1918 рр. | Підводні човни 1905-1918 рр. | Підводні човни 1905-1918 рр. | Підводні човни 1905-1918 рр. |
| Країна                       | Побудовано ПЧ                | Кількість ТА (торпед)        | Гармати                      | Загальний тоннаж             |                              |
| ---------------------------- | ---------------------------- | ---------------------------- | ---------------------------- | ---------------------------- | ---------------------------- |
| Швеція                       | 17                           | 0                            | 0                            | ()                           |                              |

| Тип                       | Побудовано ПЧ | ТА (торпед) | Гармати | Тоннаж (довжина, ширина, осадка) | Роки експлуатації |
| ------------------------- | ------------- | ----------- | ------- | -------------------------------- | ----------------- |
| Гвалєн(Hvalen)            | 5             | 2 ()        |         | /187                             | 1909-1919         |
| Свірдфішкен (Svärdfisken) | 3             | ()          |         |                                  | 1914              |
| Брахен (Braxen)           | 2             | ()          |         |                                  | 1916-             |
| Хайєн (Hajen II)          | 3             | ()          |         |                                  | 1917-             |
| Бюверн (Bävern)           | 4             | ()          |         |                                  | 1918-             |

### Франція
| Підводні човни 1905-1918 рр. | Підводні човни 1905-1918 рр. | Підводні човни 1905-1918 рр. | Підводні човни 1905-1918 рр. | Підводні човни 1905-1918 рр. | Підводні човни 1905-1918 рр. |
| Країна                       | Побудовано ДПЧ               | Кількість ТА (торпед)        | Гармати                      | Загальний тоннаж             |                              |
| ---------------------------- | ---------------------------- | ---------------------------- | ---------------------------- | ---------------------------- | ---------------------------- |
| Франція                      | 96                           | 0                            | 0                            |                              |                              |

| Тип (англійська назва)            | Побудовано | ТА (торпед) | Гармати | Тоннаж (довжина, ширина, осадка) | Роки експлуатації |
| --------------------------------- | ---------- | ----------- | ------- | -------------------------------- | ----------------- |
| Наяд (Naïade)                     | 20         | ()          |         |                                  | 1905-             |
| Егрєтт (igrette)                  | 2          | ()          |         |                                  | 1908-             |
| Емерод (Émeraude)                 | 6          | ()          |         |                                  | 1908-             |
| Плювіоз (Pluviôse)                | 18         | ()          |         |                                  | 1908-             |
| Сірсе (Circé)                     | 2          | ()          |         |                                  | 1909-             |
| Архімед (Archimède)               | 1          | ()          |         |                                  | 1910-             |
| Брюмер (Brumaire)                 | 16         | ()          |         |                                  | 1912-             |
| Шарль Брюн (Charles Brun)         | 1          | ()          |         |                                  | 1913              |
| Амираль Буржуа (Amiral Bourgeois) | 1          | ()          |         |                                  | 1914-             |
| Густав Зеде (Gustave Zédé)        | 2          | ()          |         |                                  | 1914-             |
| Клорінд (Clorinde)                | 10         | ()          |         |                                  | 1914-             |
| Дюпуї де Лом (Dupuy De Lôme)      | 2          | ()          |         |                                  | 1916-             |
| Армід (Armide)                    | 3          | ()          |         |                                  | 1916-             |
| Діан (Diane)                      | 2          | ()          |         |                                  | 1917-             |
| Бєллон (Bellone)                  | 3          | ()          |         |                                  | 1917-             |
| Лагранж (Lagrange)                | 4          | ()          |         |                                  | 1918-             |

## ДПЧ побудовані у 1919—1945рр

### Велика Британія
| Дизельні підводні човни 1919-1945 рр. | Дизельні підводні човни 1919-1945 рр. | Дизельні підводні човни 1919-1945 рр. | Дизельні підводні човни 1919-1945 рр. | Дизельні підводні човни 1919-1945 рр. |
| Країна                                | Побудовано ДПЧ                        | Перебуває на флоті                    | Будується                             | Кількість ТА (торпед)                 |
| ------------------------------------- | ------------------------------------- | ------------------------------------- | ------------------------------------- | ------------------------------------- |
| Велика Британія                       | 307                                   | 0                                     | 0                                     | 2400 (4200)                           |

| Тип (проект) | Іноземна назва | Побудовано         | ТА (торпед)                             | Роки експлуатації |
| ------------ | -------------- | ------------------ | --------------------------------------- | ----------------- |
| «Одін»       | Odin           | 9                  | ()                                      | 1927-             |
| «Партіан»    | Parthian       | 6                  | ()                                      | 1930-             |
| Рейнбоу      | Rainbow        | 4                  | ()                                      | 1930-             |
| S            | S              | 62 (11 експорт)    | ()                                      | 1932-             |
| Рівер        | Thames         | 3                  | ()                                      | 1932-             |
| Порпос       | Porpoise       | 1                  | ()                                      | 1933-             |
| Грампус      | Grampus        | 6                  | 6 (12)+50 мін                           | 1936-1940         |
| Тритон       | T, Triton      | 53 (7 експорт)     | 10 (16)+ 102-мм гармата і 20-мм автомат | 1938-1969         |
| U            | U              | 70 (21 експорт)    | 4-6 (8-10)+ + 76-мм гармата             | 1938-1950         |
| P611         | P611           | 4                  | ()                                      | 1941-             |
| Вампір       | Vampire        | 42 (20 після 1945) | 4 (8)+ 76-мм гармата                    | 1943-             |
| Емфіон       | Amphion        | 46 (30 після 1945) | ()                                      | 1945-             |

### Італія
| Підводні човни 1919-1945 рр. | Підводні човни 1919-1945 рр. | Підводні човни 1919-1945 рр. | Підводні човни 1919-1945 рр. | Підводні човни 1919-1945 рр. |
| Країна                       | Побудовано ДПЧ               | Кількість ТА (торпед)        | Гармати                      | Загальний тоннаж             |
| ---------------------------- | ---------------------------- | ---------------------------- | ---------------------------- | ---------------------------- |
| Королівство Італія           | 128                          | 655 (1580)                   | 201                          | 114600 т.                    |

| Тип                                               | Побудовано ДПЧ                                  | ТА (торпед)                                     | Гармати                                         | Водозаміщення (довжина, ширина, осадка)         | Роки експлуатації                               |
| Крейсерські підводні човни Італії 1919-1945 рр.   | Крейсерські підводні човни Італії 1919-1945 рр. | Крейсерські підводні човни Італії 1919-1945 рр. | Крейсерські підводні човни Італії 1919-1945 рр. | Крейсерські підводні човни Італії 1919-1945 рр. | Крейсерські підводні човни Італії 1919-1945 рр. |
| ------------------------------------------------- | ----------------------------------------------- | ----------------------------------------------- | ----------------------------------------------- | ----------------------------------------------- | ----------------------------------------------- |
| Архімед (Archimede)                               | 4                                               | 8 (16)                                          | 2-100-мм                                        | 985/1259 (70,5 — 6,87 — 4,12)                   | 1934-1940                                       |
| Брін (Brin)                                       | 5                                               | 8 (14)                                          | 120-мм                                          | 913/1245 (72,5 — 6,68 — 4.54)                   | 1938-1948                                       |
| Кані (Cagni)                                      | 4                                               | 14 (36)                                         | 2-100-мм                                        | 1680/2170 (87,9 — 7,76 — 5,72)                  | 1941-1948                                       |
| Кальві (Calvi)                                    | 3                                               | 8 (16)                                          | 2-120-мм                                        | 1550/1970 (83,4 — 7,7 — 5,2)                    | 1935-1943                                       |
| Глауко (Glauco)                                   | 2                                               | 8 (16)                                          | 2-100-мм                                        | 1071/1326 (73 — 7,2 — 5,12)                     | 1935-1948-                                      |
| Люцці (Liuzzi)                                    | 4                                               | 8 (14)                                          | 100-мм                                          | 1166/1484 (76,1 — 6,98 — 4, 55)                 | 1939-1943                                       |
| Марчелло (Marcello)                               | 10                                              | 8 (16)                                          | 2-100-мм                                        | 1063/1317 (73,0 — 7,19 — 5,1)                   | 1938-1943                                       |
| Марконі (Marconi)                                 | 6                                               | 8 (12)                                          | 100-мм                                          | 1190/1489 (76,5 — 6,81 — 7,72)                  | 1939-1941                                       |
| Ettore Fieramosca                                 |                                                 | 8 (14)                                          | 120-мм, 4-20-мм                                 | 1378/1530 (84 — 8,3 — 5,1)                      | 1930-1946                                       |
| Середні підводні човни Італії 1919-1945 рр.       |                                                 |                                                 |                                                 |                                                 |                                                 |
| Арго (Argo)                                       | 2                                               | 6 (10)                                          | 100-мм                                          | 689-794/1018 (63,15 — 6,93 — 4,46)              | 1936-1943                                       |
| Бандієра (Bandiera)                               | 4                                               | 8 (12)                                          | 102-мм                                          | 860-935/1100 (69,8 — 7,3 — 5,2)                 | 1930-1948                                       |
| Мамелі (Mameli)                                   | 4                                               | 6 (10)                                          | 102-мм                                          | 824/1009 (64,6 — 6,51 — 4,3)                    | 1928-1948                                       |
| Пизані (Pisani)                                   | 4                                               | 6 (9)                                           | 100-мм                                          | 880/1058 (68,2 — 6,1 — 4,93)                    | 1930-1942                                       |
| Сеттембріні (Settembrini)                         | 2                                               | 8 (12)                                          |                                                 | 11378/1530 (69,1 — 6,6 — 4,5)                   | 1932-1943                                       |
| Скуало (Squalo)                                   | 4                                               | 8 (12)                                          | 120-мм                                          | 933/1143 (69,8 — 7,21 — 5,19)                   | 1930-1948                                       |
| Флутто (Flutto)                                   | 8                                               | 6 (12)                                          | 100-мм, 2-20мм                                  | 746-905/1068 (63,15 — 6,98 — 4,87)              | 1942-1948                                       |
| Адуа (Adua)                                       | 20                                              | 6 (12)                                          | 100мм                                           | 685/850 (60,18 — 6,45 — 4,7)                    | 1936-1947                                       |
| Перла (Perla)                                     | 10                                              | 6 (12)                                          | 100-мм                                          | 680/850 (60,18 — 6,45 — 4,7)                    | 1936-1948                                       |
| Сирена (Sirena)                                   | 12                                              | 6 (12)                                          | 10-мм                                           | 680/850 (60,18 — 6,45 — 4,7)                    | 1933-43                                         |
| Підводні мінні загороджувачі Італії 1919-1945 рр. |                                                 |                                                 |                                                 |                                                 |                                                 |
| Брагадін (Bragadin)                               | 2                                               | 4 (6)                                           | 102-мм, 24 міни                                 | 833-981/1068 (71,5 — 6,51 — 4,98                | 1931-1948                                       |
| Фока (Foca)                                       | 3                                               | 6 (8), 36 мін                                   | 102-мм                                          | 1181-1305/1625 (82,9 — 7,2 — 5,1)               | 1937-1947                                       |
| Pietro Micca                                      | 1                                               | 6 (10)                                          | 120-мм, 20 мін                                  | 1350-1545/1940 (90,3 — 7,7 — 5,3)               | 1935-1943                                       |
| Транспортні підводні човни Італії 1919-1945 рр.   |                                                 |                                                 |                                                 |                                                 |                                                 |
| Балілла (Balilla)                                 | 4                                               | 6 (16)                                          | 120-мм                                          | 1450/1904 (86,75 — 7,8 — 4,7),                  | 1928-1943                                       |
| Ромоло (Romolo)                                   | 2                                               | 0 (0)                                           | 3-20-мм                                         | 1300-2190/2600 (86,5 — 7,86 — 5,34)             | 1943                                            |
| Керована людиною торпеда Італії 1919—1945 рр.     |                                                 |                                                 |                                                 |                                                 |                                                 |
| Майале (Siluro a lenta corsa (SLC))               | 80                                              |                                                 | боєголовка 200-300кг                            | 1,5 (6,7 — 0,533                                | 1940-1943                                       |

### СРСР
| Дизельні підводні човни 1919-1945 рр. | Дизельні підводні човни 1919-1945 рр. | Дизельні підводні човни 1919-1945 рр. | Дизельні підводні човни 1919-1945 рр. | Дизельні підводні човни 1919-1945 рр. |
| Країна                                | Побудовано ДПЧ                        | Перебуває на флоті                    | Будується                             | Кількість ТА (торпед)                 |
| ------------------------------------- | ------------------------------------- | ------------------------------------- | ------------------------------------- | ------------------------------------- |
| СРСР                                  | 305                                   | 0                                     | 0                                     | 1254 (2126)                           |

| Тип (проект)                       | Іноземна назва | Побудовано     | ТА (торпед)                                   | Роки експлуатації |
| ---------------------------------- | -------------- | -------------- | --------------------------------------------- | ----------------- |
| Декабрист                          |                | 6              | 8 (14)+ 45 і 100мм гармати                    | 1930-1958         |
| Ленінець                           |                | 25             | 6 (12)+18-20 мін і 100мм гармата              | 1933-1959         |
| Щука                               |                | 86             | 6 (10)+2-і 100мм гармати                      | 1933-1958         |
| Правда                             |                | 3              | 6 (10)+дві 100мм і одна 45мм гармати          | 1935-1956         |
| Малютка                            |                | 133            | 2 (2)+45мм гармата                            | 1934-1975         |
| Середні (за голландським проектом) | E-2            | 41 (2 експорт) | 6 (12) + 100 і 45 мм гармати                  | 1936-1960         |
| Крейсерська                        |                | 11             | 10 (24)+ 20 мін, дві 100мм і дві 45мм гармати | 1938-1955         |

Окрім цього СРСР, в роки Другої світової війни, отримав від США 105 підводних човнів; 42 човни типу Гато і 63 човни типу Балао.

### США
| Дизельні підводні човни 1919-1945 рр. | Дизельні підводні човни 1919-1945 рр. | Дизельні підводні човни 1919-1945 рр. | Дизельні підводні човни 1919-1945 рр. | Дизельні підводні човни 1919-1945 рр. |
| Країна                                | Побудовано ДПЧ                        | Перебуває на флоті                    | Будується                             | Кількість ТА (торпед)                 |
| ------------------------------------- | ------------------------------------- | ------------------------------------- | ------------------------------------- | ------------------------------------- |
| США                                   | 374                                   | 0                                     | 0                                     |                                       |

| Тип (проект) | Назва будівника | Побудовано (на флоті) | ТА (торпед)              | Роки експлуатації |
| ------------ | --------------- | --------------------- | ------------------------ | ----------------- |
| S            | S               | 51                    | 4(8)                     | 1920-1946         |
| V            | V               | 9                     | 6(12)                    | 1924-1945         |
| Порпос       | Porpoise        | 10                    | 6(16)+ 76-мм гармата     | 1935-1945         |
| Салмон       | Salmon          | 6                     | 8(24)+ 76-мм гармата     | 1938-1946         |
| Сарго        | Sargo           | 10                    | 8(24)+ 76-мм гармата     | 1939-1946         |
| Тамбор       | Tambor          | 12                    | 10(24)+ 76-мм гармата    | 1940-1946         |
| Гато         | Gato            | 77                    | 10 (24)+ 76-мм гармата   | 1943-1969         |
| Балао        | Balao           | 128                   | 10(24)+127-мм/25 гармата | 1943-1975         |
| Тенч         | Tench           | 29                    | 10(28)+127-мм/25 гармата | 1944-1975         |

### Третій Рейх
| Дизельні підводні човни 1919-1945 рр. | Дизельні підводні човни 1919-1945 рр. | Дизельні підводні човни 1919-1945 рр. | Дизельні підводні човни 1919-1945 рр. | Дизельні підводні човни 1919-1945 рр. |
| Країна                                | Побудовано ДПЧ                        | Перебуває на флоті                    | Будується                             | Кількість ТА (торпед)                 |
| ------------------------------------- | ------------------------------------- | ------------------------------------- | ------------------------------------- | ------------------------------------- |
| Третій Рейх                           | 1040-1050                             | 0                                     | 0                                     | 6125 (18215)                          |

| Тип (проект)                                           | Назва будівника                                      | Побудовано (на флоті)                                | ТА (торпед)                                              | Роки експлуатації                                    |
| Малий човен для прибережних вод, клас ІІ (50 човнів)   | Малий човен для прибережних вод, клас ІІ (50 човнів) | Малий човен для прибережних вод, клас ІІ (50 човнів) | Малий човен для прибережних вод, клас ІІ (50 човнів)     | Малий човен для прибережних вод, клас ІІ (50 човнів) |
| ------------------------------------------------------ | ---------------------------------------------------- | ---------------------------------------------------- | -------------------------------------------------------- | ---------------------------------------------------- |
| II-A                                                   | II-A                                                 | 6                                                    | 3 (5) або 18 мін, двоствольна 65-мм гармата              | 1935-45                                              |
| II-B                                                   | II-B                                                 | 20                                                   | 3 (5) або 18 мін, двоствольна 65-мм гармата              | 1935-45                                              |
| II-C                                                   | II-C                                                 | 8                                                    | 3 (5) або 18 мін, двоствольна 65-мм гармата              | 1935-45                                              |
| II-D                                                   | II-D                                                 | 16                                                   | 3 (5) або 18 мін, двоствольна 65-мм гармата              | 1935-45                                              |
| Середній човен, клас VII (703 човни)                   |                                                      |                                                      |                                                          |                                                      |
| VII-A                                                  | VII-A                                                | 10                                                   | 5 (11)+ 88-мм гармата                                    | 1939-1945                                            |
| VII-B                                                  | VII-B                                                | 25                                                   | 5 (14)+ 88-мм гармата                                    | 1940-1945                                            |
| VII-C                                                  | VII-C                                                | U-71                                                 | 6 (14)+ 88-мм гармата                                    | 1942-1945                                            |
| VII-D                                                  | VII-D                                                | 6                                                    | 6 (14)+ 88-мм гармата і 15-30 мін                        | 1943-1945                                            |
| VII-F                                                  | VII-F                                                | 4                                                    | 6 (14+39 у вантажі)                                      | 1944-1945                                            |
| Великий океанський човен, клас IX (193 човни)          |                                                      |                                                      |                                                          |                                                      |
| IX-A                                                   | IX-A                                                 | 8                                                    | 6 (24) або 66 мін+ 105-мм, 37-мм і спарена 20-мм гармати | 1938-1945                                            |
| IX-B                                                   | IX-B                                                 | U-106                                                | 6 (24) або 66 мін+ 105-мм, 37-мм і спарена 20-мм гармати | 1939-1945                                            |
| IX-C                                                   | IX-C                                                 | 140                                                  | 6 (24) або 66 мін+ 105-мм, 37-мм і спарена 20-мм гармати | 1940-1945                                            |
| IX-D1                                                  | IX-D1                                                | 2                                                    | 6 (24) або 66 мін+ 105-мм, 37-мм і спарена 20-мм гармати | 1941-1945                                            |
| IX-D2                                                  | IX-D2                                                | U-848                                                | 6 (24) або 66 мін+ 105-мм, 37-мм і спарена 20-мм гармати | 1942-1945                                            |
| Мінний загороджувач, клас X (8 човнів)                 |                                                      |                                                      |                                                          |                                                      |
| X-B                                                    | X-B                                                  | 8                                                    | 6 (24)+66 мін, спарені 37-мм і 20-мм гармати             | 1940-1945                                            |
| Великий океанський човен, клас XXI (123 човни)         |                                                      |                                                      |                                                          |                                                      |
| XXI                                                    | клас XXI                                             | 2 (118-121 будувалися)                               | 6 (23)+ дві спарені 20-мм гармати                        | березень-травень1945                                 |
| Малий човен для прибережних вод, клас XXIII (62 човни) |                                                      |                                                      |                                                          |                                                      |
| XXIII                                                  | XXIII                                                | 61-62                                                | 2 (2)                                                    | 1943-1945                                            |

### Франція
| Дизельні підводні човни 1919-1945 рр. | Дизельні підводні човни 1919-1945 рр. | Дизельні підводні човни 1919-1945 рр. | Дизельні підводні човни 1919-1945 рр. | Дизельні підводні човни 1919-1945 рр. |
| Країна                                | Побудовано ДПЧ                        | Перебуває на флоті                    | Будується                             | Кількість ТА (торпед)                 |
| ------------------------------------- | ------------------------------------- | ------------------------------------- | ------------------------------------- | ------------------------------------- |
| Франція                               | 95                                    | 0                                     | 0                                     |                                       |

| Тип (проект) | Назва будівника | Побудовано | ТА (торпед)                                 | Роки експлуатації |
| ------------ | --------------- | ---------- | ------------------------------------------- | ----------------- |
| Жосель       | Joëssel         | 2          | ()                                          | 1919-             |
| О'Берн       | O'Byrne         | 3          | ()                                          | 1922              |
| Моріс Калло  | Maurice Callot  | 1          | ()                                          | 1923-             |
| Пьер Шалле   | Pierre Chailley | 1          | ()                                          | 1923-             |
| Рекуїн       | Requin          | 9          | ()                                          | 1926-             |
| Сірен        | Sirène          | 4          | ()                                          | 1927-             |
| Ондін        | Ondine          | 4          | ()                                          | 1928-             |
| Сірсе        | Circé           | 4          | ()                                          | 1929-             |
| Сапфір       | Saphir          | 6          | ()                                          | 1930-             |
| Редутабль    | Redoutable      | 2          | ()                                          | 1931-             |
| Паскаль      | Pascal          | 29         | ()                                          | 1931-             |
| Аргонот      | Argonaute       | 5          | ()                                          | 1932-             |
| Оріон        | Orion           | 2          | ()                                          | 1932-             |
| Діан         | Diane           | 9          | ()                                          | 1932-             |
| Сюркуф       | Surcouf         | 1          | 12 (22)+ спарена 203-мм і дві 37-мм гармати | 1934-1942         |
| Мінерв       | Minerve         | 6          | ()                                          | 1936-             |
| Аурор        | Aurore          | 7          | ()                                          | 1940-             |

### Швеція
| Дизельні підводні човни 1919-1945 рр. | Дизельні підводні човни 1919-1945 рр. | Дизельні підводні човни 1919-1945 рр. | Дизельні підводні човни 1919-1945 рр. | Дизельні підводні човни 1919-1945 рр. |
| Країна                                | Побудовано ДПЧ                        | Перебуває на флоті                    | Будується                             | Кількість ТА (торпед)                 |
| ------------------------------------- | ------------------------------------- | ------------------------------------- | ------------------------------------- | ------------------------------------- |
| Швеція                                | 24                                    | 0                                     | 0                                     | 96<(192)                              |

| Тип (проект) | Класифікація НАТО | Побудовано (на флоті) | ТА (торпед)                  | Роки експлуатації |
| ------------ | ----------------- | --------------------- | ---------------------------- | ----------------- |
| Дракен       | Draken            | 3                     | 4 (8)                        | 1926              |
| Дельфінен    | Delfinen          | 3                     | 4 (8)+ 57-мм і 25-мм гармати | 1934-             |
| Sjölejonet   | Sjölejonet        | 9                     | 4 (8)                        | 1936-             |
| U            | U                 | 9                     | ()                           | 1941-1963         |

### Японія
| Дизельні підводні човни 1919-1945 рр. | Дизельні підводні човни 1919-1945 рр. | Дизельні підводні човни 1919-1945 рр. | Дизельні підводні човни 1919-1945 рр. | Дизельні підводні човни 1919-1945 рр. |
| Країна                                | Побудовано ДПЧ                        | Перебуває на флоті                    | Будується                             | Кількість ТА (торпед)                 |
| ------------------------------------- | ------------------------------------- | ------------------------------------- | ------------------------------------- | ------------------------------------- |
| Японія                                | 414                                   | 0                                     | 0                                     | 1840 (4818)+ 246 торпед-камікадзе     |

| Тип (проект)                  | Назва будівника           | Побудовано (на флоті)     | ТА (торпед)                                           | Роки експлуатації         |
| Ранні проекти (37 човнів)     | Ранні проекти (37 човнів) | Ранні проекти (37 човнів) | Ранні проекти (37 човнів)                             | Ранні проекти (37 човнів) |
| ----------------------------- | ------------------------- | ------------------------- | ----------------------------------------------------- | ------------------------- |
| K1                            | K1                        | 2                         | ()                                                    | 1919-                     |
| S2                            | S2                        | 1                         | ()                                                    | 1920-                     |
| F1                            | F1                        | 2                         | ()                                                    | 1920-                     |
| K2                            | K2                        | 3                         | ()                                                    | 1920-                     |
| L1/L2                         | L1/L2                     | 6                         | ()                                                    | 1920-                     |
| K3                            | K3                        | 10                        | ()                                                    | 1920-                     |
| F2                            | F2                        | 3                         | ()                                                    | 1922-                     |
| L3                            | L3                        | 3                         | ()                                                    | 1922-                     |
| K4                            | K4                        | 3                         | ()                                                    | 1923-                     |
| KT                            | KT                        | 4                         | ()                                                    | 1923-                     |
| Великі човни (100 човнів)     |                           |                           |                                                       |                           |
| KD1                           | KD1                       | 1                         | 8 (16)+ 120-мм і 76-мм гармати                        | 1924-1942                 |
| KD2                           | KD2                       | 1                         | ()                                                    | 1925-                     |
| J1                            | J1                        | 4                         | 8 (20)+ дві 140-мм гармати                            | 1926-1944                 |
| KRS                           | Kirai Sen                 | 4                         | 4 (12)+ 42 міни, 140-мм гармата                       | 1927-1945                 |
| KD3A/KD3B                     | KD3A/KD3B                 | 9                         | ()                                                    | 1927-                     |
| KD4                           | KD4                       | 3                         | 6 (14)+ 120-мм гармата                                | 1929-1945                 |
| KD5                           | KD5                       | 3                         | ()                                                    | 1932-                     |
| J1M                           | J1M                       | 1                         | ()                                                    | 1932-                     |
| KD6A/KD6B                     | KD6A/KD6B                 | 8                         | ()                                                    | 1934-                     |
| J2                            | J2                        | 1                         | ()                                                    | 1935-                     |
| J3                            | J3                        | 2                         | 6 (20)+ 140-мм гармата                                | 1937-1945                 |
| B1                            | B1                        | 20                        | 6 (17)+ 140-мм і дві 25-мм гармати                    | 1940-1945                 |
| C1                            | C1                        | 5                         | ()                                                    | 1940-                     |
| A1                            | A1                        | 3                         | 6 (18)+ 140-мм і чотири 25-мм гармати                 | 1941-1944                 |
| KD7                           | KD7                       | 10                        | 6 (12)+ 120-мм і дві 25-мм гармати                    | 1942-1944                 |
| B2                            | B2                        | 6                         | ()                                                    | 1943-                     |
| C3/C4                         | C3/C4                     | 3                         | ()                                                    | 1943-                     |
| C2»                           | C2                        | 3                         | 8 (20)+ 140-мм і дві 25-мм гармати                    | 1944-1945                 |
| A2                            | A2                        | 1                         | ()                                                    | 1944-                     |
| B3/B4                         | B3/B4                     | 3                         | ()                                                    | 1944-                     |
| AM                            | AM                        | 3                         | 6 (12)+ 140-мм і сім 25-мм гармат                     | 1944-1945                 |
| STo                           | STo                       | 3                         | 8 (20)+ 140-мм і чотири 25-мм гармати,3-4 гідролітаки | 1944-1945                 |
| SH                            | SH                        | 2                         | 4 (4)+ три 76-мм міномета і сім 25-мм гармат          | 1945                      |
| ST                            | ST                        | 3                         | 4 (10)+ дві 25-мм гармати                             | 1945                      |
| Середні човни (47 човнів)     |                           |                           |                                                       |                           |
| L4                            | L4                        | 9                         | 6 (10)+ 76-мм гармата                                 | 1923-1945                 |
| K5                            | K5                        | 2                         | 4 (10)+ 76-мм гармата                                 | 1935-1943                 |
| KS                            | KS                        | 18                        | 4 (8)+ 76-мм і дві 25-мм гармати                      | 1942-1945                 |
| K6                            | K6                        | 18                        | 4 (10)+76-мм і дві 25-мм гармати                      | 1943-1945                 |
| Малі човни (11 човнів)        |                           |                           |                                                       |                           |
| STS                           | STS                       | 10                        | 2 (4)+ 7,7-мм кулемет                                 | 1945-                     |
| Надмалі човни (443 човнів)    |                           |                           |                                                       |                           |
| A                             | A                         | 45                        | 2 (2)                                                 | 1934-                     |
| B, C                          | B, C                      | 16                        | ()                                                    | 1943                      |
| D                             | D                         | 116                       | ()                                                    | 1945                      |
| Транспортні човни (32 човнів) |                           |                           |                                                       |                           |
| D1                            | D1                        | 12                        | ()                                                    | 1944-                     |
| SS                            | SS                        | 10                        | ()                                                    | 1944-                     |
| D2                            | D2                        | 1                         | 0, 140-мм і дві 25-мм гармати                         | 1945                      |
| YU-1                          | YU-1                      | 3                         | ()                                                    | 1944-                     |
| YU-1001                       | YU-1001                   | 5                         | ()                                                    | 1944-                     |
| YU-2001                       | YU-2001                   | 1                         | ()                                                    | 1945                      |

## ДПЧ торпедні побудовані після 1945р

### Велика Британія
| Дизельні підводні човни торпедні | Дизельні підводні човни торпедні | Дизельні підводні човни торпедні | Дизельні підводні човни торпедні | Дизельні підводні човни торпедні |
| Країна                           | Побудовано ДПЧ                   | Перебуває на флоті               | Будується                        | Кількість ТА (торпед)            |
| -------------------------------- | -------------------------------- | -------------------------------- | -------------------------------- | -------------------------------- |
| Велика Британія                  | 47                               | 4                                |                                  |                                  |

| Тип (проект) | Класифікація НАТО        | Побудовано (на флоті) | ТА (торпед) | Роки експлуатації |
| ------------ | ------------------------ | --------------------- | ----------- | ----------------- |
| Амфион       | Amphion, A-class         | 16 (0)                | ()          | 1945-             |
| Оберон       | Oberon                   | 27 (0)                | ()          | 1961-             |
| Апхолдер     | Upholder, Victoria class | 4 (4)                 |             | 1990-             |

### КНР
| Дизельні підводні човни торпедні | Дизельні підводні човни торпедні | Дизельні підводні човни торпедні | Дизельні підводні човни торпедні | Дизельні підводні човни торпедні |
| Країна                           | Побудовано ДПЧ                   | Перебуває на флоті               | Будується                        | Кількість ТА (торпед)            |
| -------------------------------- | -------------------------------- | -------------------------------- | -------------------------------- | -------------------------------- |
| КНР                              | 124-126                          | більше 40                        | 0                                | 920 (1650)                       |

| Тип (проект) | Класифікація НАТО | Побудовано (на флоті) | ТА (торпед) | Роки експлуатації |
| ------------ | ----------------- | --------------------- | ----------- | ----------------- |
| 033          | Romeo class       | 84-86 (?)             | 8 (14)      | з 1962            |
| 035 Мінь     | Ming class        | 20 (?)                | 8 (14)      | з 1975            |
| 039 Сон      | Song class        | 13 (13)               | ()          | з 1994            |
| 041 Юань     | Yuan class        | 7 (7)                 | ()          | з 2004            |

### СРСР
| Дизельні підводні човни торпедні | Дизельні підводні човни торпедні | Дизельні підводні човни торпедні | Дизельні підводні човни торпедні | Дизельні підводні човни торпедні |
| Країна                           | Побудовано ДПЧ                   | Перебуває на флоті               | Будується                        | Кількість ТА (торпед)            |
| -------------------------------- | -------------------------------- | -------------------------------- | -------------------------------- | -------------------------------- |
| СРСР                             | 673                              | 57                               | 0                                | 3958 (12000)                     |

| Тип (проект)   | Класифікація НАТО               | Побудовано (на флоті)                                             | ТА (торпед) | Роки експлуатації |
| -------------- | ------------------------------- | ----------------------------------------------------------------- | ----------- | ----------------- |
| 611            | Zulu                            | 26 (0)                                                            | 10 (22)     | 1952-1992         |
| 613            | Whiskey                         | 215+21 в КНР (0)                                                  | 6 (12)      | 1953-1992         |
| 615 (А615)     | Quebec (Запальнички)            | 29 (0)                                                            | 4 (4)       | 1955-1965         |
| 633            | Romeo                           | 20 в СРСР (декілька тренувальних), 105 у КНР (17) і 22 у КНДР (?) | 8 (14)      | з 1957            |
| 641            | Foxtrot (український Запоріжжя) | 75 (1)                                                            | 10 (22)     |                   |
| 641Б Сом       | Tango                           | 18 (0)                                                            | 6 (24)      | 1973-1998         |
| 877 Палтус     | Kilo, Чорна діра                | 24 (24) + 29 експорт                                              | 6 (18)      | З 1982            |
| 636 Варшавянка | Improved Kilo                   | 12 (12)                                                           | 6 (18)      | з 1982            |

### США
| Дизельні підводні човни торпедні | Дизельні підводні човни торпедні | Дизельні підводні човни торпедні | Дизельні підводні човни торпедні | Дизельні підводні човни торпедні |
| Країна                           | Побудовано ДПЧ                   | Перебуває на флоті               | Будується                        | Кількість ТА (торпед)            |
| -------------------------------- | -------------------------------- | -------------------------------- | -------------------------------- | -------------------------------- |
| США                              | 36                               | 0                                | 0                                | 216 (640)                        |

| Тип (проект) | Класифікація НАТО   | Побудовано (на флоті) | ТА (торпед) | Роки експлуатації |
| ------------ | ------------------- | --------------------- | ----------- | ----------------- |
| Тенч         | Tench               | 29(0)                 | 10 (28)     | 1944-1975         |
| Сейлфіш      | Sailfish            | 2(0)                  | 6(18)       | 1955-1978         |
| Дартер       | USS Darter (SS-576) | 1(0)                  | 8(22)       | 1956-1989         |
| Барбел       | Barbel              | 3(0)                  | 6(18)       | 1959-1990         |

### Нідерланди
| Підводні човни побудовані після 1945 р. | Підводні човни побудовані після 1945 р. | Підводні човни побудовані після 1945 р. | Підводні човни побудовані після 1945 р. | Підводні човни побудовані після 1945 р. | Підводні човни побудовані після 1945 р. |
| Країна                                  | Побудовано ПЧ                           | Кількість ТА (торпед)                   | Ракет крилатих                          | Загальний тоннаж                        |                                         |
| --------------------------------------- | --------------------------------------- | --------------------------------------- | --------------------------------------- | --------------------------------------- | --------------------------------------- |
| Нідерланди                              | 12                                      | 72 (240)                                | до 80                                   | 20700 т                                 |                                         |

| Тип                 | Побудовано ПЧ | ТА (торпед)        | Ракети крилаті | Тоннаж (довжина, ширина, осадка) | Роки експлуатації |
| ------------------- | ------------- | ------------------ | -------------- | -------------------------------- | ----------------- |
| Долфейн(Dolfijn)    | 4             | 8 (20)             |                | 1494/1826 (79,5 — 7,9 - 5)       | 1960-1992         |
| Звардвіс(Zwaardvis) | 2+2 експорт   | 6 (20)             |                | 2408/2640 (66,9 — 8,4 — 7,1)     | 1972-1995         |
| Валрус(Walrus)      | 4             | 4 (20), або 40 мін | до 20          | 2465/2800 (67,7 — 8,4 - 7)       | з 1992            |

### Норвегія
| Підводні човни побудовані після 1945р. | Підводні човни побудовані після 1945р. | Підводні човни побудовані після 1945р. | Підводні човни побудовані після 1945р. | Підводні човни побудовані після 1945р. | Підводні човни побудовані після 1945р. |
| Країна                                 | Побудовано ПЧ                          | Кількість ТА (торпед)                  | Ракети крилаті                         | Загальний тоннаж                       |                                        |
| -------------------------------------- | -------------------------------------- | -------------------------------------- | -------------------------------------- | -------------------------------------- | -------------------------------------- |
| Норвегія                               | 21                                     | 168 (204)                              | 0                                      | 11790                                  |                                        |

| Тип             | Побудовано ПЧ | ТА (торпед) | Ракети крилаті | Тоннаж (довжина, ширина, осадка) | Роки експлуатації |
| --------------- | ------------- | ----------- | -------------- | -------------------------------- | ----------------- |
| Коббен (Kobben) | 15            | 8 (8)       |                | 370/530 (45,4 — 4,6 — 4,3)       | 1965-             |
| Ула (Ula)       | 6             | 8 (14)      |                | 1040/1150 (59 — 5,4 — 4,6)       | з 1989            |

### Швеція
| Дизельні підводні човни торпедні | Дизельні підводні човни торпедні | Дизельні підводні човни торпедні | Дизельні підводні човни торпедні | Дизельні підводні човни торпедні |
| Країна                           | Побудовано ДПЧ                   | Перебуває на флоті               | Будується                        | Кількість ТА (торпед)            |
| -------------------------------- | -------------------------------- | -------------------------------- | -------------------------------- | -------------------------------- |
| Швеція                           | 21                               | 0                                | 0                                | 104 (242)                        |

| Тип (проект) | Класифікація НАТО | Побудовано (на флоті) | ТА (торпед) | Роки експлуатації |
| ------------ | ----------------- | --------------------- | ----------- | ----------------- |
| Хайєн        | SSK Hajen         | 6 (0)                 | 4 (8)       | 1954-1980         |
| Дракен       | Drakenklass       | 6 (0)                 | 4 (12)      | 1960-1988         |
| Шеурмен      | SSK Sjöormen      | 5 (0)                 | 4 (10)      | 1967-1997         |
| Вестерєтланд | SSK Västergötland | 4 (0)                 | 9 (18)      | з 1983-1990       |

### Італія
| Дизельні підводні човни торпедні | Дизельні підводні човни торпедні | Дизельні підводні човни торпедні | Дизельні підводні човни торпедні | Дизельні підводні човни торпедні |
| Країна                           | Побудовано ДПЧ                   | Перебуває на флоті               | Будується                        | Кількість ТА (торпед)            |
| -------------------------------- | -------------------------------- | -------------------------------- | -------------------------------- | -------------------------------- |
| Італія                           | 12                               | 4                                | 0                                | 64 (128)                         |

| Тип (проект) | Класифікація НАТО      | Побудовано (на флоті) | ТА (торпед) | Роки експлуатації |
| ------------ | ---------------------- | --------------------- | ----------- | ----------------- |
| Енріко Тоті  | Classe Enrico Toti     | 4 (0)                 | 4 (8)       | 1967-1993         |
| Сауро        | (Classe Nazario Sauro) | 8 (4)                 | 6 (12)      | з 1980            |

### Франція
| Дизельні підводні човни торпедні | Дизельні підводні човни торпедні | Дизельні підводні човни торпедні | Дизельні підводні човни торпедні | Дизельні підводні човни торпедні |
| Країна                           | Побудовано ДПЧ                   | Перебуває на флоті               | Будується                        | Кількість ТА (торпед)            |
| -------------------------------- | -------------------------------- | -------------------------------- | -------------------------------- | -------------------------------- |
| Франція                          | 62                               | 22                               |                                  | 824 (2400)                       |

| Тип (проект) | Класифікація НАТО | Побудовано (на флоті)                   | ТА (торпед) | Роки експлуатації |
| ------------ | ----------------- | --------------------------------------- | ----------- | ----------------- |
| Нарвал       | Narval            | 6 (0)                                   | ()          | 1957-             |
| Аретьюз      | Aréthuse          | 4 (0)                                   | ()          | 1958-             |
| Дафн         | Daphné            | 11+14 на експорт (0)                    | 12 (12)     | 1964-             |
| Агоста       | Agosta            | 4+9 на експорт (0, експортні на флотах) | 4 (20)      | 1977-2001         |
| Скорпен      | Scorpène          | 4+10 на експорт (4)                     | 6 (18)      | з 2005            |

### ФРН
| Дизельні підводні човни торпедні | Дизельні підводні човни торпедні | Дизельні підводні човни торпедні | Дизельні підводні човни торпедні | Дизельні підводні човни торпедні |
| Країна                           | Побудовано ДПЧ                   | Перебуває на флоті               | Будується                        | Кількість ТА (торпед)            |
| -------------------------------- | -------------------------------- | -------------------------------- | -------------------------------- | -------------------------------- |
| ФРН                              | 31                               | 0                                | 0                                | 236 (394)                        |

| Тип (проект) | Класифікація НАТО | Побудовано (на флоті) | ТА (торпед) | Роки експлуатації |
| ------------ | ----------------- | --------------------- | ----------- | ----------------- |
| 202          | SSM Type 202      | 2 (0)                 | 2 (2)       | 1965-1970         |
| 205          | SSK Type 205      | 11 (0)                | 8 (8)       | 1962-1993         |
| 206          | Klasse 206        | 18 (0)                | 8 (16)      | 1973-2011         |

### Японія
| Дизельні підводні човни торпедні | Дизельні підводні човни торпедні | Дизельні підводні човни торпедні | Дизельні підводні човни торпедні | Дизельні підводні човни торпедні |
| Країна                           | Побудовано ДПЧ                   | Перебуває на флоті               | Будується                        | Кількість ТА (торпед)            |
| -------------------------------- | -------------------------------- | -------------------------------- | -------------------------------- | -------------------------------- |
| Японія                           | 17                               | 10                               | 0                                | 102 (382)                        |

| Тип (проект) | Класифікація НАТО | Побудовано (на флоті) | ТА (торпед) | Роки експлуатації |
| ------------ | ----------------- | --------------------- | ----------- | ----------------- |
| Оясіо        | SS Oyashio        | 1 (0)                 | 4 ()        | 1960-1976         |
| Хаясіо       | SS Oyashio        | 2 (0)                 | 3 ()        | 1962-1979         |
| Асасіо       |                   | 4 (0)                 | 8 (?)       | 1966-1986         |
| Юсіо         | SSK Yushio        | 10 (1)                | 6 (20)      | з 1980            |

## ДПЧ торпедні з ракетами крилатими (РК)

### СРСР
| Дизельні підводні човни (з ракетами крилатими) | Дизельні підводні човни (з ракетами крилатими) | Дизельні підводні човни (з ракетами крилатими) | Дизельні підводні човни (з ракетами крилатими) | Дизельні підводні човни (з ракетами крилатими) |
| Країна                                         | Побудовано ДПЧ(РК)                             | Перебуває на флоті                             | Будується                                      | Кількість РК                                   |
| ---------------------------------------------- | ---------------------------------------------- | ---------------------------------------------- | ---------------------------------------------- | ---------------------------------------------- |
| СРСР                                           | 16                                             | 0                                              | 0                                              | 64                                             |

| Тип (проект) | Класифікація НАТО | Побудовано (на флоті) | РК | Роки експлуатації |
| ------------ | ----------------- | --------------------- | -- | ----------------- |
| 644, 655     | Whiskey           | 6+6 (0)               |    |                   |
| 651          | Juliett           | 16 (0)                | 4  | 1960-2000         |
| 611АВ        | AV611 Zulu IV     | 5 (0)                 |    |                   |

### Російська федерація
| Дизельні підводні човни (з ракетами крилатими) | Дизельні підводні човни (з ракетами крилатими) | Дизельні підводні човни (з ракетами крилатими) | Дизельні підводні човни (з ракетами крилатими) | Дизельні підводні човни (з ракетами крилатими) |
| Країна                                         | Побудовано ДПЧ(РК)                             | Перебуває на флоті                             | Будується                                      | Кількість РК                                   |
| ---------------------------------------------- | ---------------------------------------------- | ---------------------------------------------- | ---------------------------------------------- | ---------------------------------------------- |
| Росія                                          | 1                                              | 1                                              | 2                                              | 10                                             |

| Тип (проект) | Класифікація НАТО | Побудовано (на флоті) | РК | Роки експлуатації |
| ------------ | ----------------- | --------------------- | -- | ----------------- |
| Амур-950     |                   | експортний варіант    | 10 | з 2010            |
| 677 Лада     | Lada              | 1                     | 10 | з 2010            |

### США
| Дизельні підводні човни (з ракетами крилатими) | Дизельні підводні човни (з ракетами крилатими) | Дизельні підводні човни (з ракетами крилатими) | Дизельні підводні човни (з ракетами крилатими) | Дизельні підводні човни (з ракетами крилатими) |
| Країна                                         | Побудовано ДПЧ(РК)                             | Перебуває на флоті                             | Будується                                      | Кількість РК                                   |
| ---------------------------------------------- | ---------------------------------------------- | ---------------------------------------------- | ---------------------------------------------- | ---------------------------------------------- |
| США                                            | 2                                              | 0                                              | 0                                              | 4                                              |

| Тип (проект) | Класифікація НАТО | Побудовано (на флоті) | РК      | Роки експлуатації |
| ------------ | ----------------- | --------------------- | ------- | ----------------- |
| Грейбек      | Grayback          | 2                     | 2 або 4 | 1958-1964         |

## ДПЧ з ракетами балістичними (РБ)

### СРСР
| Дизельні підводні човни (з ракетами балістичними) | Дизельні підводні човни (з ракетами балістичними) | Дизельні підводні човни (з ракетами балістичними) | Дизельні підводні човни (з ракетами балістичними) | Дизельні підводні човни (з ракетами балістичними) |
| Країна                                            | Побудовано ДПЧ(РБ)                                | Перебуває на флоті                                | Будується                                         | Кількість РБ                                      |
| ------------------------------------------------- | ------------------------------------------------- | ------------------------------------------------- | ------------------------------------------------- | ------------------------------------------------- |
| СРСР                                              | 24                                                | 0                                                 | 0                                                 | 72                                                |

| Тип (проект) | Класифікація НАТО | Побудовано (на флоті) | РБ  | Роки експлуатації |
| ------------ | ----------------- | --------------------- | --- | ----------------- |
| 629          | -Golf-I … Golf-V  | 24 (1 з них для КНР)  | 3-4 | 1959-1995         |

### Франція
| Дизельні підводні човни (з ракетами балістичними) | Дизельні підводні човни (з ракетами балістичними) | Дизельні підводні човни (з ракетами балістичними) | Дизельні підводні човни (з ракетами балістичними) | Дизельні підводні човни (з ракетами балістичними) |
| Країна                                            | Побудовано ДПЧ(РБ)                                | Перебуває на флоті                                | Будується                                         | Кількість РБ                                      |
| ------------------------------------------------- | ------------------------------------------------- | ------------------------------------------------- | ------------------------------------------------- | ------------------------------------------------- |
| Франція                                           | 1                                                 | 0                                                 | 0                                                 | 4                                                 |

| Тип (проект) | Класифікація НАТО | Побудовано (на флоті) | РБ | Роки експлуатації |
| ------------ | ----------------- | --------------------- | -- | ----------------- |
| Жімнот       | Gymnote           | 1                     | 4  | 1966-1992         |

## ДПЧ (повітрянонезалежні, аеробні)

### Велика Британія
| Дизельні підводні човни (з парогенератором Вальтера) | Дизельні підводні човни (з парогенератором Вальтера) | Дизельні підводні човни (з парогенератором Вальтера) | Дизельні підводні човни (з парогенератором Вальтера) | Дизельні підводні човни (з парогенератором Вальтера) |
| Країна                                               | Побудовано ДПЧ                                       | Перебуває на флоті                                   | Будується                                            | Кількість ТА (торпед)                                |
| ---------------------------------------------------- | ---------------------------------------------------- | ---------------------------------------------------- | ---------------------------------------------------- | ---------------------------------------------------- |
| Велика Британія                                      | 2                                                    | 0                                                    | 0                                                    | 0                                                    |

| Тип (проект) | Класифікація НАТО | Побудовано (на флоті) | ТА (торпед) | Роки експлуатації |
| ------------ | ----------------- | --------------------- | ----------- | ----------------- |
| «Експлорер»  | «Explorer»        | 2 (0)                 | ()          | 1956(58)- ?       |

### СРСР
| Дизельні підводні човни (з парогенератором Вальтера) | Дизельні підводні човни (з парогенератором Вальтера) | Дизельні підводні човни (з парогенератором Вальтера) | Дизельні підводні човни (з парогенератором Вальтера) | Дизельні підводні човни (з парогенератором Вальтера) |
| Країна                                               | Побудовано ДПЧ                                       | Перебуває на флоті                                   | Будується                                            | Кількість ТА (торпед)                                |
| ---------------------------------------------------- | ---------------------------------------------------- | ---------------------------------------------------- | ---------------------------------------------------- | ---------------------------------------------------- |
| СРСР                                                 | 1                                                    | 0                                                    | 0                                                    | 6 (12)                                               |

| Тип (проект) | Класифікація НАТО | Побудовано (на флоті) | ТА (торпед) | Роки експлуатації |
| ------------ | ----------------- | --------------------- | ----------- | ----------------- |
| 617          | Whale             | 1 (0)                 | 6 (12)      | 1956-1964         |

| Дизельні підводні човни (з надмалим реактором ядерним) | Дизельні підводні човни (з надмалим реактором ядерним) | Дизельні підводні човни (з надмалим реактором ядерним) | Дизельні підводні човни (з надмалим реактором ядерним) | Дизельні підводні човни (з надмалим реактором ядерним) |
| Країна                                                 | Побудовано ДПЧ                                         | Перебуває на флоті                                     | Будується                                              | Кількість ТА (торпед+РК)                               |
| ------------------------------------------------------ | ------------------------------------------------------ | ------------------------------------------------------ | ------------------------------------------------------ | ------------------------------------------------------ |
| СРСР                                                   | 1                                                      | 0                                                      | 0                                                      | 6 (18+4 ПРК)                                           |

| Тип (проект) | Класифікація НАТО | Побудовано (на флоті) | ТА (торпед)  | Роки експлуатації |
| ------------ | ----------------- | --------------------- | ------------ | ----------------- |
| 651Е         | Juliett           | 1 (0)                 | 6 (18+4 ПРК) | 1984-1992         |

### ФРН
| Дизельні підводні човни (з електрохімічним генератором) | Дизельні підводні човни (з електрохімічним генератором) | Дизельні підводні човни (з електрохімічним генератором) | Дизельні підводні човни (з електрохімічним генератором) | Дизельні підводні човни (з електрохімічним генератором) |
| Країна                                                  | Побудовано ДПЧ                                          | Перебуває на флоті                                      | Будується                                               | Кількість ТА (торпед)                                   |
| ------------------------------------------------------- | ------------------------------------------------------- | ------------------------------------------------------- | ------------------------------------------------------- | ------------------------------------------------------- |
| ФРН                                                     | 5                                                       | 5                                                       | 9                                                       | 40 (80)                                                 |

| Тип (проект) | Класифікація НАТО | Побудовано (на флоті) | ТА (торпед) | Роки експлуатації |
| ------------ | ----------------- | --------------------- | ----------- | ----------------- |
| 212          | Type U-212        | 4 (4)                 | 8 (16)      | з 2002            |
| 214          | Type U-214        | 1 (1)                 | 8 (16)      | з 2012            |
| 216          | Type U-216        | (проектується)        | 8 (16)      | з                 |

### Швеція
| Дизельні підводні човни (з двигуном Стірлінга) | Дизельні підводні човни (з двигуном Стірлінга) | Дизельні підводні човни (з двигуном Стірлінга) | Дизельні підводні човни (з двигуном Стірлінга) | Дизельні підводні човни (з двигуном Стірлінга) |
| Країна                                         | Побудовано ДПЧ                                 | Перебуває на флоті                             | Будується                                      | Кількість ТА (торпед)                          |
| ---------------------------------------------- | ---------------------------------------------- | ---------------------------------------------- | ---------------------------------------------- | ---------------------------------------------- |
| Швеція                                         |                                                |                                                | 0                                              | ()                                             |

| Тип (проект)    | Класифікація НАТО | Побудовано (на флоті) | ТА (торпед) | Роки експлуатації |
| --------------- | ----------------- | --------------------- | ----------- | ----------------- |
| «Вестерєтланд»  | SSK Västergötland | 4 (0)                 | 9 (18)      | з 1983-1990       |
| «Готланд»       | Gotland           | 3 (3)                 | 6 (12)      | з 1996            |
| «Сьодерманланд» | SSK Södermanland  | ()                    | 9 (18)      | з 1985            |

### Франція
| Дизельні підводні човни (з двигуном Стірлінга) | Дизельні підводні човни (з двигуном Стірлінга) | Дизельні підводні човни (з двигуном Стірлінга) | Дизельні підводні човни (з двигуном Стірлінга) | Дизельні підводні човни (з двигуном Стірлінга) |
| Країна                                         | Побудовано ДПЧ                                 | Перебуває на флоті                             | Будується                                      | Кількість ТА (торпед)                          |
| ---------------------------------------------- | ---------------------------------------------- | ---------------------------------------------- | ---------------------------------------------- | ---------------------------------------------- |
| Франція                                        |                                                |                                                | 0                                              | ()                                             |

| Тип (проект) | Класифікація НАТО | Побудовано (на флоті) | ТА (торпед) | Роки експлуатації |
| ------------ | ----------------- | --------------------- | ----------- | ----------------- |
| «Сага»       |                   | ()                    | ()          | з                 |

### Японія
| Дизельні підводні човни (з двигуном Стірлінга) | Дизельні підводні човни (з двигуном Стірлінга) | Дизельні підводні човни (з двигуном Стірлінга) | Дизельні підводні човни (з двигуном Стірлінга) | Дизельні підводні човни (з двигуном Стірлінга) |
| Країна                                         | Побудовано ДПЧ                                 | Перебуває на флоті                             | Будується                                      | Кількість ТА (торпед+КР)                       |
| ---------------------------------------------- | ---------------------------------------------- | ---------------------------------------------- | ---------------------------------------------- | ---------------------------------------------- |
| Японія                                         | 11                                             | 11                                             | 1 (3 план)                                     | 66 (220+110 ПКР)                               |

| Тип (проект)               | Класифікація НАТО | Побудовано (на флоті) | ТА (торпед і КР) | Роки експлуатації |
| -------------------------- | ----------------- | --------------------- | ---------------- | ----------------- |
| «Харусіо»                  |                   | 7 (7)                 | 6 (20+10ПКР)     | з 1990            |
| Підводні човни типу «Сорю» |                   | 4 (4)                 | 6 (20+10ПКР)     | з 2009            |

### Третій Рейх
| Дизельні підводні човни (з парогенератором Вальтера) | Дизельні підводні човни (з парогенератором Вальтера) | Дизельні підводні човни (з парогенератором Вальтера) | Дизельні підводні човни (з парогенератором Вальтера) | Дизельні підводні човни (з парогенератором Вальтера) |
| Країна                                               | Побудовано ДПЧ                                       | Перебуває на флоті                                   | Будується                                            | Кількість ТА (торпед)                                |
| ---------------------------------------------------- | ---------------------------------------------------- | ---------------------------------------------------- | ---------------------------------------------------- | ---------------------------------------------------- |
| Третій Рейх                                          | 8                                                    | 0                                                    | 0                                                    | 16 (120+ 520 мін)                                    |

| Тип (проект) | Класифікація НАТО | Побудовано (на флоті) | ТА (торпед) | Роки експлуатації |
| ------------ | ----------------- | --------------------- | ----------- | ----------------- |
| X-B          | -                 | 8 (0)                 | 2 (15)      | 1939-1945         |

## Експериментальні

### Велика Британія
| Велика Британія Експериментальні          | Велика Британія Експериментальні | Велика Британія Експериментальні | Велика Британія Експериментальні | Велика Британія Експериментальні | Велика Британія Експериментальні                 |
| Назва                                     | Базовий проект                   | Класифікація НАТО                | Рік                              | Побудовано                       | Примітки                                         |
| ----------------------------------------- | -------------------------------- | -------------------------------- | -------------------------------- | -------------------------------- | ------------------------------------------------ |
| - HMS S1 - HMS S2 - HMS S3                | «X2», італійський проєкт         |                                  | 1915                             | 3                                |                                                  |
| - HMS V1 - HMS V2 - HMS V3 - HMS V4       | V                                |                                  | 1915                             | 4                                | човен для прибережних зон                        |
| - HMS W1 - HMS W2 - HMS W3 - HMS W4       | W, французький проект            |                                  | 1915                             | 4                                |                                                  |
| - HMS M1 - HMS M1 - HMS M1                | M                                |                                  | 1918                             | 3                                | артилерійський човен переобладнаний в авіаносець |
| HMS Nautilus (N1)                         | Наутілус                         | Nautilus                         | 1917                             | 1                                |                                                  |
| HMS X1                                    | X1                               | X1                               | 1925                             | 1                                | артилерійський                                   |
| - HMS Explorer (S30) - HMS Explorer (S40) | Експлорєр                        | Explorer                         | 1958                             | 2                                | З головною ЕУ замкнутого циклу                   |
| HMS Swordfish (S1)                        | Свордфіш                         | Swordfish                        | 1916                             | 1                                | пароелектричний                                  |

### США
| США Експериментальні | США Експериментальні | США Експериментальні | США Експериментальні | США Експериментальні | США Експериментальні |
| Назва                | Базовий проект       | Класифікація НАТО    | Рік                  | Побудовано           | Примітки |
| -------------------- | -------------------- | -------------------- | -------------------- | -------------------- | --- |
| M-1 (SS-47)          | немає                |                      | 1918                 | 1                    | Випробування двокорпусного типу ПЧ |
| Макрель              | немає                |                      | 1941-1945            | 2                    | |
| Баракуда             | немає                | Barracuda            | 1951-1959            | 3                    | Випробування низькочастотного пасивного гідролокатора і можливості будувати ПЧ малих розмірів. |
| Тенг                 | немає                | Tang                 | 1951-1973(2004)      | 6                    | Випробовування нового радіального 10-циліндрового дизель-генератора, з малою вагою і малими габаритними розмірами. Ці двигуни виявилися непридатними для ПЧ, через проблеми з обслуговуванням і через витоки масла на генератор. |
| Альбакор             | немає                | Albacore             | 1953-1972            | 1                    | Визначення оптимального корпусу, оперіння і гвинта для майбутньої побудови атомного підводного човна. Перший ПЧ з «альбакоровським» носом корпусу.                                                                               |
| T-1                  | немає                | T-1                  | 1953-1973            | 2                    | випробування можливості серійно будувати малі підводні човни |

### СРСР
| СРСР Експериментальні | СРСР Експериментальні | СРСР Експериментальні | СРСР Експериментальні | СРСР Експериментальні | СРСР Експериментальні |
| Назва                 | Базовий проект        | Класифікація НАТО     | Рік                   | Побудовано            | Примітки              |
| --------------------- | --------------------- | --------------------- | --------------------- | --------------------- | --------------------- |
| 629Б                  | 629                   | Golf-II               | 19                    | 1                     |                       |
| 601                   | 629                   | Golf-III              | 19                    | 1                     |                       |
| 605                   | 629                   | Golf-IV               | 19                    | 1                     |                       |
| 619                   | 629                   | Golf-V                | 19                    | 1                     |                       |

### Франція
| Франція Експериментальні         | Франція Експериментальні | Франція Експериментальні | Франція Експериментальні | Франція Експериментальні | Франція Експериментальні |
| Назва                            | Базовий проект           | Класифікація НАТО        | Рік                      | Побудовано               | Примітки                 |
| -------------------------------- | ------------------------ | ------------------------ | ------------------------ | ------------------------ | ------------------------ |
| L' X / Dauphin (Q 35), (Дельфін) | Farfadet                 | X / Dauphin              | 1905                     | 1                        |                          |
| Le Z (Q 36)                      | Farfadet                 | Z                        | 19                       | 1                        |                          |
| L' Y (Q 37)                      | Y                        | Y                        | 1907                     | 1                        |                          |
| L' Oméga / L' Argonaute (Q 40)   | Омега/Аргонот            | Oméga» / «Argonaute      | 1911                     | 1                        |                          |
| Le Gymnote (Q 251)               | Жимнот                   | Gymnote                  | 1966                     | 1                        |                          |

### Японія
| Японія Експериментальні | Японія Експериментальні | Японія Експериментальні | Японія Експериментальні | Японія Експериментальні | Японія Експериментальні |
| Назва                   | Базовий проект          | Класифікація НАТО       | Рік                     | Побудовано              | Примітки                |
| ----------------------- | ----------------------- | ----------------------- | ----------------------- | ----------------------- | ----------------------- |
| 71                      | No.71                   |                         | 1938                    | 1                       |                         |

## Навчальні

### Велика Британія
| Велика Британія Навчальні                                   | Велика Британія Навчальні | Велика Британія Навчальні | Велика Британія Навчальні | Велика Британія Навчальні | Велика Британія Навчальні |
| Назва                                                       | Базовий проект            | Класифікація НАТО         | Рік                       | Побудовано                | Примітки                  |
| ----------------------------------------------------------- | ------------------------- | ------------------------- | ------------------------- | ------------------------- | ------------------------- |
| - HMS XT1 - HMS XT2 - HMS XT3 - HMS XT4 - HMS XT5 - HMS XT6 | X                         | X (класифікація НАТО)     | 1942                      | 6 (20)                    | Мінічовен                 |

### США
| США Навчальні | США Навчальні  | США Навчальні     | США Навчальні | США Навчальні | США Навчальні |
| Назва         | Базовий проект | Класифікація НАТО | Рік           | Побудовано    | Примітки      |
| ------------- | -------------- | ----------------- | ------------- | ------------- | ------------- |
| Макрель       | Mackerel / T-1 | Mackerel / T-1    | 1953          | 2             |               |

## Спеціального призначення

### Велика Британія
| Велика Британія Спеціального призначення                                        | Велика Британія Спеціального призначення | Велика Британія Спеціального призначення | Велика Британія Спеціального призначення | Велика Британія Спеціального призначення | Велика Британія Спеціального призначення |
| Назва                                                                           | Базовий проект                           | Класифікація НАТО                        | Рік                                      | Побудовано                               | Примітки                                 |
| ------------------------------------------------------------------------------- | ---------------------------------------- | ---------------------------------------- | ---------------------------------------- | ---------------------------------------- | ---------------------------------------- |
| - HMS Stickleback (X51) - HMS Shrimp (X52) - HMS Sprat (X53) - HMS Minnow (X54) | Стіклбек                                 | «Stickleback                             | 1954                                     | 4                                        | для доставлення ядерної міни             |

### США
| США Спеціального призначення | США Спеціального призначення | США Спеціального призначення | США Спеціального призначення | США Спеціального призначення | США Спеціального призначення |
| Назва                        | Базовий проект               | Класифікація НАТО            | Рік                          | Побудовано                   | Примітки                     |
| ---------------------------- | ---------------------------- | ---------------------------- | ---------------------------- | ---------------------------- | ---------------------------- |
| Дельфін                      | «Dolphin                     | «Dolphin                     | 1968                         | 1                            | Для глибоководних досліджень |

### СРСР
| СРСР Спеціального призначення | СРСР Спеціального призначення | СРСР Спеціального призначення | СРСР Спеціального призначення | СРСР Спеціального призначення | СРСР Спеціального призначення                   |
| Назва                         | Базовий проект                | Класифікація НАТО             | Рік                           | Побудовано                    | Примітки                                        |
| ----------------------------- | ----------------------------- | ----------------------------- | ----------------------------- | ----------------------------- | ----------------------------------------------- |
|                               | 690 Кефаль                    | Bravo                         | 19                            | 4                             | ПЧ — мішені                                     |
|                               | 940 Лєнок                     | India                         | 19                            | 2                             | підводні рятувальні роботи                      |
|                               | 907 Тритон-1М                 |                               | 19                            | 32                            | надмалі ПЧ, транспорт для спецоперацій          |
|                               | 09080 Тритон-2                |                               | 19                            | 13                            | надмалі ПЧ, транспорт для спецоперацій          |
|                               | 865 «Піранія»                 | Losos                         | 19                            | 2                             | підводні спецоперації                           |
|                               | 1603 Бентос-300               |                               | 19                            | 2                             | підводна лабораторія для біологічних досліджень |
|                               | 1710 Макрель                  | Beluga                        | 19                            | 1                             | для гідродинамічних досліджень                  |
|                               | 1840                          | Lima                          | 19                            | 1                             | підводна база-лабораторія                       |
|                               | 20120 (Саров)                 |                               | 19                            | 1                             | випробовування нового озброєння                 |

### Німеччина
| ФРН Спеціального призначення | ФРН Спеціального призначення | ФРН Спеціального призначення | ФРН Спеціального призначення | ФРН Спеціального призначення | ФРН Спеціального призначення |
| Назва                        | Базовий проект               | Класифікація НАТО            | Рік                          | Побудовано                   | Примітки                     |
| ---------------------------- | ---------------------------- | ---------------------------- | ---------------------------- | ---------------------------- | ---------------------------- |
|                              | клас XIV                     |                              | 1939–1944                    | 10                           | підводний танкер постачання  |

### Японія
| Японія Спеціального призначення | Японія Спеціального призначення | Японія Спеціального призначення | Японія Спеціального призначення | Японія Спеціального призначення | Японія Спеціального призначення     |
| Назва                           | Базовий проект                  | Класифікація НАТО               | Рік                             | Побудовано                      | Примітки                            |
| ------------------------------- | ------------------------------- | ------------------------------- | ------------------------------- | ------------------------------- | ----------------------------------- |
|                                 | Kairyu                          |                                 | 1944                            | 246                             | ПЧ-торпеди, управлялися смертниками |